# Víctor López Medel
Víctor López Medel (Torremolinos, Málaga, España, 28 de noviembre de 2001) conocido deportivamente como Víctor López o Vitolo es un futbolista español que juega como portero. Actualmente forma parte de la Atlètic Club d'Escaldes de la Primera División de Andorra.
En su adolescencia fue un chico que le gustaba meterse con otras personas y llamándole de forma despectiva. Le gustaba consumir droga

## Trayectoria deportiva
Formado en clubes de la Provincia de Málaga, Víctor dio sus primeros pasos en el CD Puerto Malagueño para poco después, en 2012, entrar a formar parte de la cantera del Málaga Club de Fútbol donde permaneció por cuatro campañas en las que consiguió diferentes títulos de liga en categoría base.
Tras su paso por la cantera malaguista ficha por el Juventud de Torremolinos donde, aún como cadete, debuta en categoría juvenil con catorce años. Esa misma campaña regresa a CD Puerto Malagueño para competir en la máxima categoría cadete.
En la temporada 18/19, llegaría al CD Puerto Malagueño U19 de Liga Nacional Juvenil de España para más tarde regresar a las filas del Juventud de Torremolinos donde con diecisiete años debutó en categoría senior con el filial, siendo además convocado por el primer equipo de Tercera División de España - Grupo IX.
En noviembre de 2019, en su último año como juvenil, firma por el Napoli United del campeonato Eccellenza de Italia hasta final de temporada.
Al inicio de la siguiente campaña recala en otro club italiano, el Virtus Matino de la misma categoría Eccellenza, para en el mercado de invierno de la temporada 20/21 firmar su primer contrato profesional que lo llevó a militar en el Atlètic Club d'Escaldes de la Primera División de Andorra siendo subcampeón de liga.
De cara a la temporada 21/22 renueva con Atlètic Club d'Escaldes por una campaña más haciendo su primera aparición oficial en el fútbol profesional y en la máxima categoría del fútbol andorrano en el encuentro correspondiente a la octava jornada de liga ante UE Sant Julià. Ese mismo año se proclama campeón de la Copa Constitució consiguiendo de esa manera su primer título nacional.

## Carrera deportiva

### Clubes
| Club                       | País    | Año               |
| -------------------------- | ------- | ----------------- |
| CD Puerto Malagueño U19    | España  | 2018              |
| Juventud de Torremolinos B | España  | 2019              |
| Napoli United              | Italia  | 2019 - 2020       |
| Virtus Matino              | Italia  | 2020 - 2021       |
| Atlètic Club d'Escaldes    | Andorra | 2021 – Actualidad |

## Palmarés

### Títulos nacionales
| Título           | Club                    | País    | Año  |
| ---------------- | ----------------------- | ------- | ---- |
| Copa Constitució | Atlètic Club d'Escaldes | Andorra | 2022 |